# 儒城区

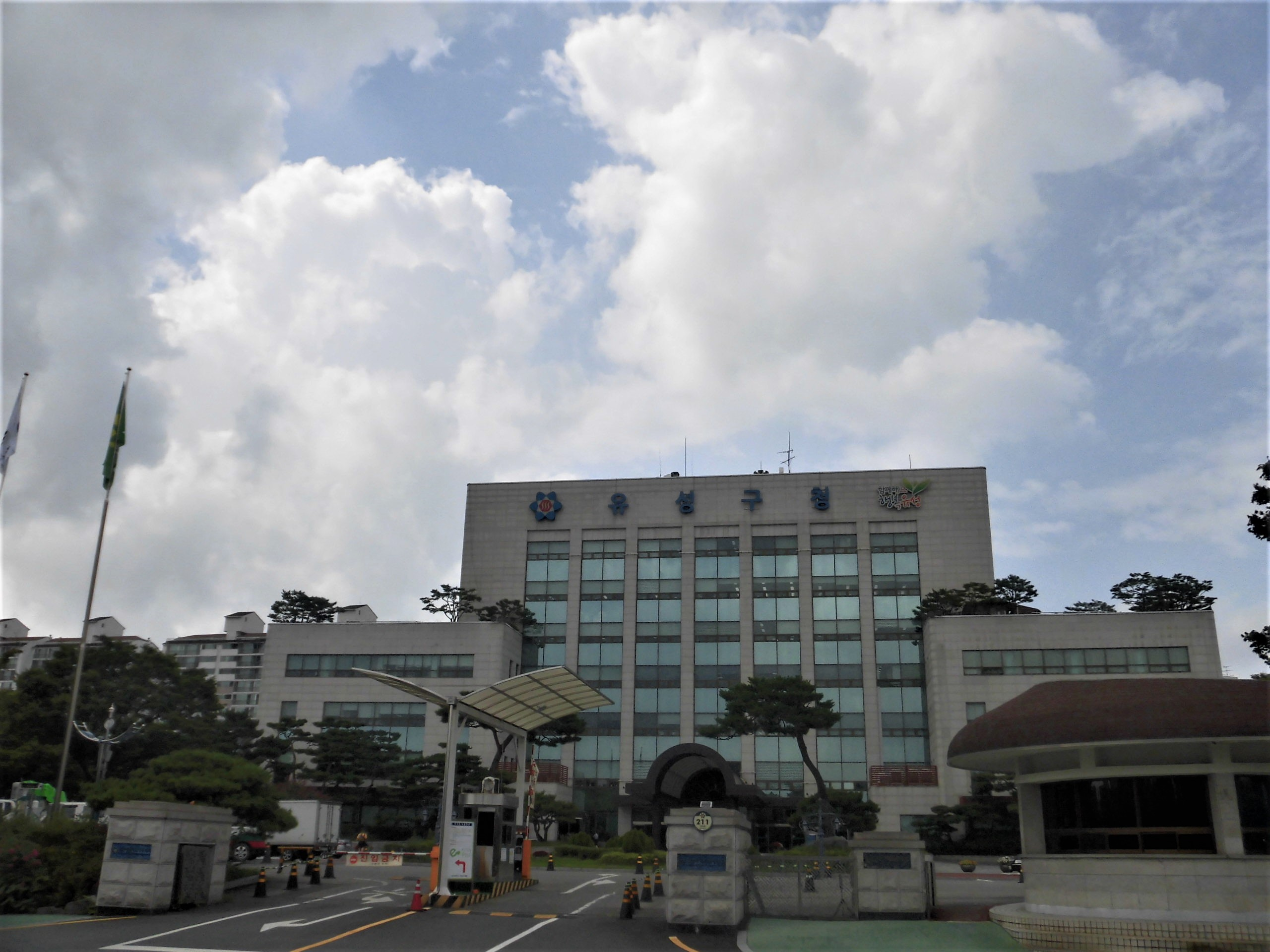
儒城区庁

儒城区（ユソンく）は、大韓民国大田広域市北西部を占める区。儒城温泉があり、観光地として知られる。科学技術都市としても開発が進められ、研究・教育機関が集中している。

## 地理
西は鶏龍山をはじめとする山地。北では錦江が西に流れており、錦江支流の甲川（カプチョン）が区域の東の境を形作っている。南北に長い区のほぼ中間に儒城温泉街、温泉街から東北にやや離れて区庁や忠南大学校があり、この周辺が主に区の中心部を構成している。
東は甲川を挟んで大田広域市の大徳区・西区に隣接。北の錦江の対岸は忠清北道清州市である。西北世宗特別自治市、西南には鶏龍市・論山市が隣接する。

## 歴史
百済末期に儒城温泉が発見されたという伝承がある。植民地期に観光開発が本格化し、現在の温泉街を形作った。1983年に大田市に編入された。1993年に区内に大田国際博覧会の会場（現・エキスポ科学公園）が設けられるなど、韓国の科学技術の研究・教育・産業化の中心都市として開発が進められている。

### 年表
- 百済時代 - 雨述郡奴斯只県が置かれる。
- 統一新羅時代 - 比豊郡儒城県が置かれる。
- 高麗時代 - 懐徳県に所属。
- 李氏朝鮮時代 - 忠清道懐徳郡に所属。
- 1914年3月1日 - 行政区域改編により大田郡設置(大田郡儒城面)。
- 1935年10月1日 - 大田邑が大田府に昇格、残る大田郡は大徳郡に名称変更(大徳郡儒城面)。
- 1973年7月1日 - 大徳郡儒城面が儒城邑に昇格。
- 1983年2月15日 - 大徳郡儒城邑が大田市中区に併合され、中区儒城出張所が置かれる。
- 1984年9月1日 - 儒城出張所が大田市直轄の出張所に昇格。
- 1987年1月1日 - 大徳郡鎮岑面鶏山里を儒城出張所管内に編入。
- 1988年1月1日 - 大田市西区設置に伴い、西区に編入。
- 1989年1月1日 - 大田市が大田直轄市に昇格。西区から元内洞・校村洞・大井洞・龍渓洞・鶴下洞・鶏山洞・鳳鳴洞・九岩洞・徳明洞・元新興洞・上垈洞・伏龍洞・場垈洞・甲洞・老隠洞・智足洞・竹洞・弓洞・魚隠洞・九城洞・文旨洞・田民洞・院村洞・新城洞・柯亭洞・道龍洞・長洞・坊峴洞・花岩洞・徳津洞・下基洞が分離され、儒城区新設。
  - 忠清南道大徳郡九則面・炭洞面および鎮岑面の大部分(南仙里を除く)を編入。
- 1994年8月27日 - 観光特区に指定される。
- 1995年1月1日 - 大田直轄市が大田広域市になる（大田広域市儒城区）。

## 行政

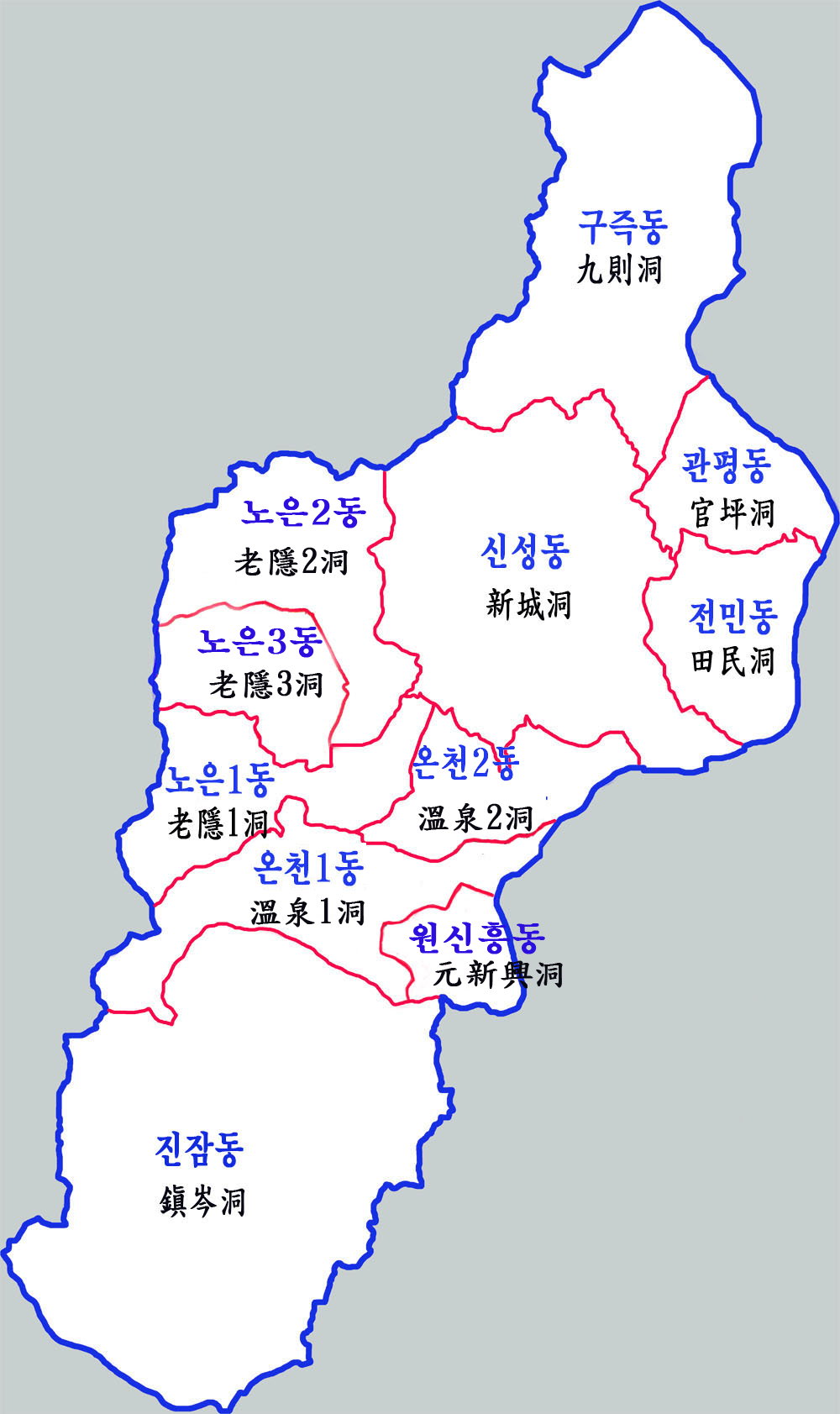
行政区域図

13行政洞（53法定洞）からなる。
| 行政洞   | 法定洞                                                                               |
| -------- | ------------------------------------------------------------------------------------ |
| 鎮岑洞   | 元内洞、校村洞、大井洞、龍渓洞、城北洞、細洞、松亭洞、芳洞                           |
| 鶴下洞   | 鶴下洞、鶏山洞、徳明洞、伏龍洞                                                       |
| 元新興洞 | 鳳鳴洞、元新興洞                                                                     |
| 上垈洞   | 上垈洞、伏龍洞                                                                       |
| 温泉1洞  | 鳳鳴洞、九岩洞                                                                       |
| 温泉2洞  | 場垈洞、竹洞、弓洞、魚隠洞、九城洞                                                   |
| 老隠1洞  | 甲洞、老隠洞、竹洞、智足洞                                                           |
| 老隠2洞  | 水南洞、案山洞、外三洞、竹洞、智足洞、下基洞、盤石洞                                 |
| 老隠3洞  | 智足洞、盤石洞                                                                       |
| 新城洞   | 新城洞、柯亭洞、道龍洞、長洞、坊峴洞、花岩洞、徳津洞、下基洞、秋木洞、自雲洞、新峰洞 |
| 田民洞   | 文旨洞、田民洞、院村洞                                                               |
| 九則洞   | 鳳山洞、松江洞、今古洞、垈洞、金灘洞、新洞、屯谷洞、九龍洞                           |
| 官坪洞   | 塔立洞、龍山洞、官坪洞                                                               |

### 警察
- 大田儒城警察署

## 交通

### 高速道路
- 湖南高速道路支線
  - 儒城インターチェンジ - 北大田インターチェンジ
- 大田南部循環高速道路

### 鉄道
- 大田広域市都市鉄道公社
  - 大田都市鉄道1号線：甲川駅※ - 儒城温泉駅 - 九岩駅 - 顕忠院駅 - ワールドカップ競技場駅 - 老隠駅 - 智足駅 - 盤石駅
- ※ 甲川駅の所在地は西区であるが、儒城区との境界上にある。

## 教育
- 忠南大学校
- ハンバッ大学校
- 韓国科学技術院
- 韓国情報通信大学校
- 浸礼神学大学校
- 大徳大学
- 陸軍大学
- 海軍大学
- 空軍大学
- 国軍看護士官学校

## 観光
- 儒城温泉

## 施設
- 大田ワールドカップ競技場
- 国立中央科学館
- 大田市民天文台
- 大田教育科学研究院
- エクスポ科学公園
- 韓国地質博物館
- 貨幣博物館
- 国立大田顕忠院（朝鮮語版）

## 姉妹都市
国内
- 大邱広域市南区
- 仁川広域市富平区
- 光州広域市北区
- 蔚山広域市北区
- 京畿道義王市

- 江原道平昌郡
- 忠清北道忠州市
- 忠清南道錦山郡
- 全羅北道茂朱郡
- 全羅南道莞島郡

- 大邱広域市軍威郡
- 慶尚南道固城郡
- 慶尚南道山清郡
- 済州特別自治道西帰浦市

国外
- 大連市西崗区（中華人民共和国遼寧省）
  - 1997年9月7日　姉妹結縁締結